# Elisabeth Jacobi
Elisabeth Jacobi (* 28. August 1882 in Riga; † 20. Mai 1977 in Heidelberg) war Mannheims erste hauptamtliche Bibliothekarin.

## Leben und Wirken
Elisabeth Jacobi (der Taufeintrag der lutherischen St. Martins-Gemeinde in Riga lautet: Elisabeth Clara Friederike Jakoby) entstammte einem bürgerlichen Elternhaus. Ihre Mutter war Rosa Jakoby, geborene Lange; ihr Vater Julius Jakoby war Versicherungsbeamter. Nach einigen Jahren zog die Familie nach Berlin, wo Elisabeth Jacobi wohl zur Schule ging. Sie gehörte zu den ersten fachlich ausgebildeten Bibliothekarinnen in Deutschland. Nach einer Anstellung in der Städtischen Volksbibliothek in Charlottenburg wechselte sie 1906 nach Koblenz. Dort baute sie die neu gegründete Volksbibliothek und Lesehalle der Sektkellerei Deinhard & Co. auf. Parallel studierte sie in Bonn Literatur und Philosophie und legte 1912 das Examen als diplomierte Bibliothekarin ab.
Elisabeth Jacobi begeisterte sich für die Ideen der Bücherhallenbewegung und setzte deren Konzepte in Koblenz um. Über ihre Arbeit und Einrichtung berichtete sie mehrfach in der Fachpresse. Dabei verstand sie sich nicht nur als Vertreterin ihres Berufsstandes, sondern auch als Vorkämpferin für die Gleichberechtigung im Berufsleben. So engagierte sie sich in hohem Maß in der 1907 gegründeten „Vereinigung bibliothekarisch wirkender Frauen“, das wichtigste Netzwerk der Bibliothekarinnen, das sich 1911 dem Bund deutscher Frauenvereine anschloss. 1916 übernahm Elisabeth Jacobi die Leitung der Volksbibliothek Mannheim, die sie in der Folge im Sinne der Bücherhallenbewegung als Bildungsanstalt für breite Bevölkerungsschichten neu ausrichtete und professionalisierte. Nachdem die Bibliothek in städtische Trägerschaft übernommen worden war, führte Jacobi 1924 die sogenannte Freihand-Bücherei ein und war damit in Süddeutschland führend. Unter ihrer Leitung wurde 1929 die erste kommunale Kinder- und Jugendbücherei Mannheims eingerichtet und im Jahr 1931 eine erste Zweigstelle eröffnet.
Nach der Machtergreifung der Nationalsozialisten 1933 blieb Elisabeth Jacobi zunächst im Amt, da sie der Stadtverwaltung als politisch unverdächtig galt. Doch im Mai 1937 wurde sie nach Intervention seitens der NS-Gauleitung und verschiedener Beschwerden aus der NSDAP-Ortsgruppe gegen ihren Protest ihrer Leitungstätigkeit enthoben und schließlich nach längerer Krankheit Ende 1937 in den Ruhestand versetzt.

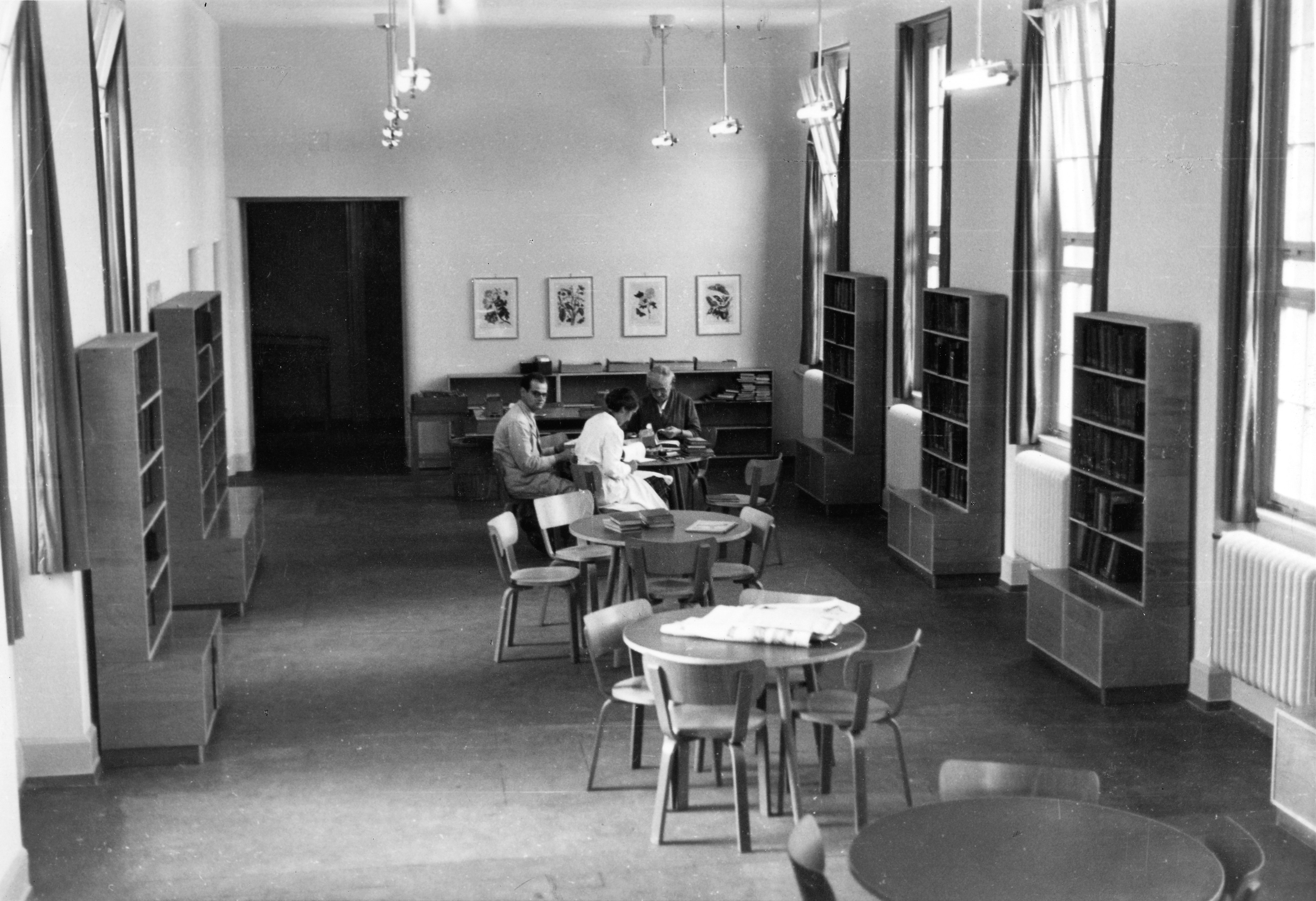
Blick in die Volksbibliothek Mannheim, 1925

Elisabeth Jacobi starb am 20. Mai 1977 im Alter von 95 Jahren in Heidelberg.